# Среднеуральск
Среднеура́льск — город в Свердловской области России, административный центр одноимённого муниципального округа.
Один из четырёх городов-спутников Екатеринбурга, сосед другого спутника — города Верхней Пышмы. Расположен в 15 километрах к северо-западу от центра Екатеринбурга и в 5 километрах к западу от центра Верхней Пышмы, на берегу Исетского озера, на восточном склоне Среднего Урала.

## История
На месте современного Среднеуральска люди жили задолго до строительства города. Древнейшие следы человеческой цивилизации датируются 12−10 тысячелетием до нашей эры. В конце XIX века были сделаны первые археологические находки, и к XXI веку обнаружены сотни стоянок, поселений и других следов человека, часть из них — в черте города Среднеуральска. В частности, это несколько горнов для выплавки меди, один из которых, хорошо сохранившийся, позволил реконструировать древнюю технологию выплавки меди. Около смотровой площадки на берегу Исетского озера в 1969 году была установлена мемориальная доска на месте находки одного из таких горнов по инициативе тогдашнего директора СУГРЭС Б. Ф. Илькова (любителя-краеведа).
Эти находки бронзового века принадлежат к особой культуре, получившей название «Исетская культура», относящейся к периоду с VII века до нашей эры по I—II века нашей эры (в скифское и сарматское время). Памятники исетской археологической культуры позднее были обнаружены на всей территории лесного Зауралья, Каслинского Урала и к востоку от него до современной границы лесостепи.
Образцы исетской культуры обнаружены на нескольких участках на восточном берегу Исетского озера — от посёлка СУГРЭС (нынешний Среднеуральск) до истока реки Исети. Раскопки в XIX веке вели О. Е. Клер и Н. А. Рыжников, финансировались графом Стенбок-Фермором. Находки из поселения на северном склоне мыса Листвяного, отправленные в Петербург, были там утеряны.
В связи с началом строительства Среднеуральской государственной районной электростанции (СуГРЭС) здесь вырос посёлок. Официальная дата образования населённого пункта — 27 июня 1931 года.
10 июля 1932 года посёлок СУГРЭС преобразован в рабочий посёлок Среднеуральск. 17 января 1934 года он вошёл в состав Свердловской области, а 10 июля 1938 года — в состав Пышминского района (с 3 октября 1938 года район переименован в Верхне-Пышминский). 22 февраля 1946 года рабочий посёлок передан в административное подчинение городу Верхней Пышме.
5 января 1936 года Среднеуральская ГРЭС начала выдавать промышленный ток.
17 февраля 1966 года Среднеуральск был переобразован в город районного подчинения. Он развивался и рос как город энергетиков в связи с постоянным расширением материальной базы Министерства энергетики России.

## Физико-географическая характеристика

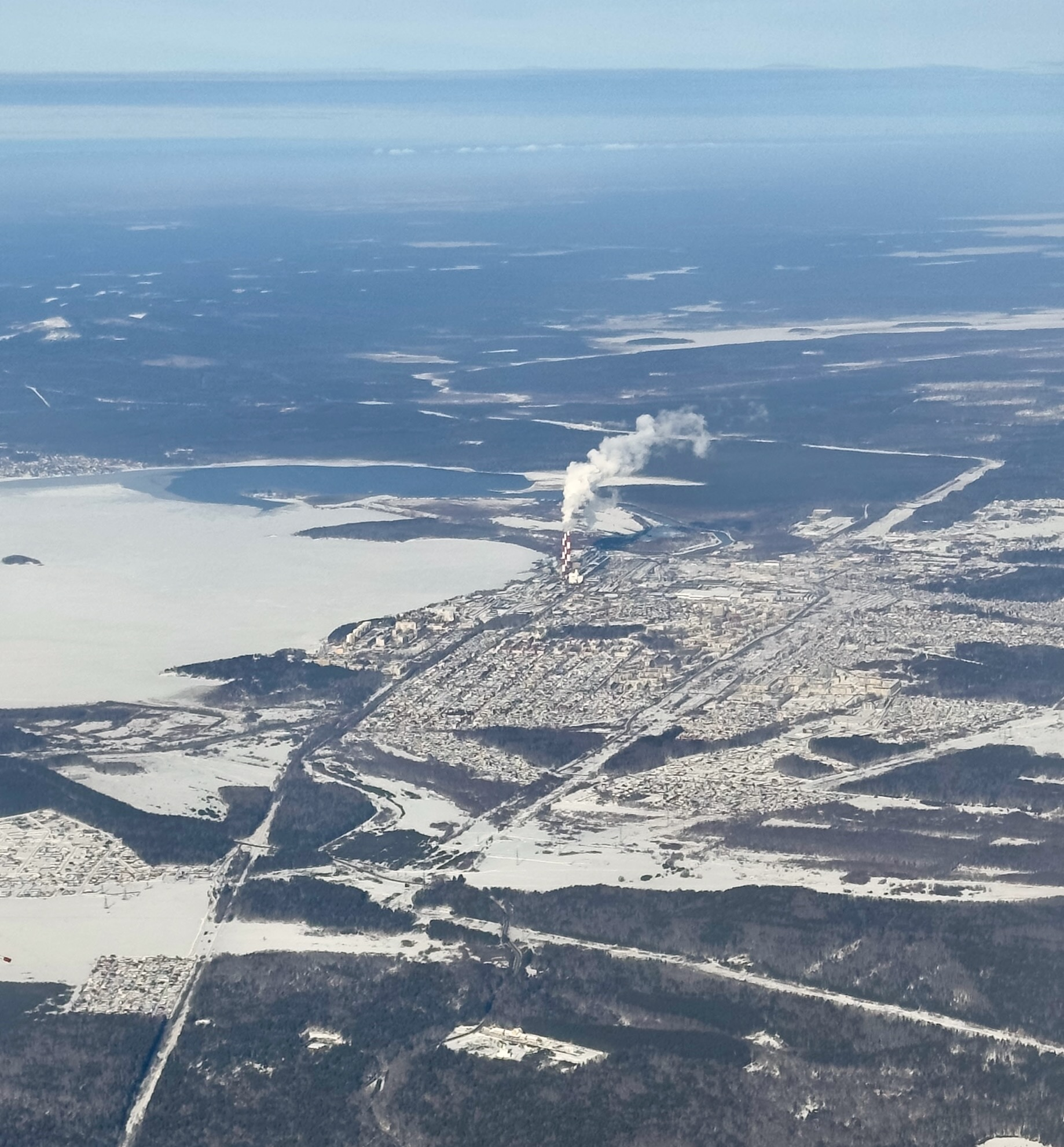
Вид с высоты на город и Исетское озеро

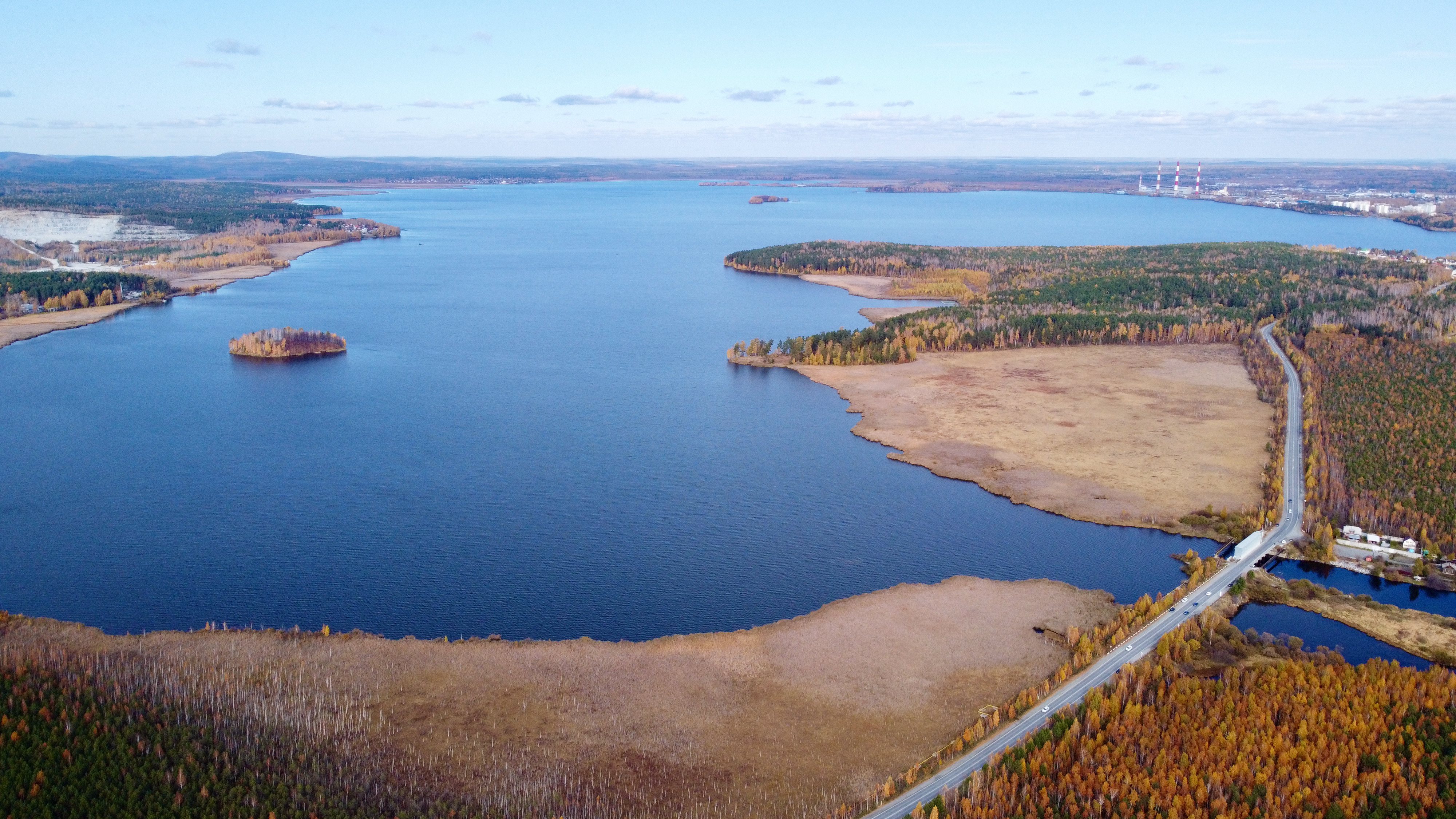
Исетское озеро

### Географическое положение
Среднеуральск расположен на возвышенности высотой 252—278 метров от уровня моря, на восточном берегу Исетского озера, остаточного от древней речной сети. Площадь зеркала озера — 25 км², максимальная глубина — 6 метров. Берега озера преимущественно пологие и заболоченные, восточный берег частично обрывистый. Озеро питают 8 мелких рек, вытекает одна река Исеть. Озеро замерзает в октябре, освобождается ото льда в начале мая, толщина льда — 70—100 сантиметров.
Подвижек глубинных земных разломов, один из которых находится в двух километрах от площадей СУГРЭС, не наблюдается. Город находится в зоне интенсивного сейсмического воздействия силой менее 6 баллов. Основные составляющие горные породы — гранит и сланцы. Верхний слой составляющих — дресвяные, щебёночные, песчаные и суглинистые грунты. Вдоль озера Исеть — болотные, озёрно-болотные и аллювиальные отложения. Представленные торфом, суглинками, песками мощностью залегания от 2 до 6 метров. Основные почвы — суглинки и супеси (0,5—1,5 метра), Много насыпных (техногенных) грунтов, толщина залегания от 2 до 7 метров, а также зольных отвалов толщиной от 8 до 11 метров. Подземные воды — пластово-порового и пластов трещинного типа, находятся на глубине от 0,1 до 7,8 метра. Запасов полезных ископаемых промышленного значения на административной территории города не обнаружено.
Часовой пояс
Среднеуральск, как и вся Свердловская область, находится в часовой зоне МСК+2. Смещение применяемого времени относительно UTC составляет +5:00.

### Климат
Климат резко континентальный, максимальная годовая амплитуда температурных колебаний от −45 ° до +42 °C, обычная средняя температура января — −16 °, июля — +17,4 °. Постоянный снежный покров держится 5 месяцев — с 10 декабря по 1 мая, годовая норма осадков — 430—500 мм, высота снежного покрова — 40 см, толщина промерзания грунта — 1,8 м полное оттаивание грунта — начало июня, максимальная продолжительность солнечного периода сияния — в июле 269 часов, минимальная — в декабре — 213 часов, преобладание направления ветра — западное со средней скоростью 3,6 м/сек.

### Растительный и животный мир
В близлежащих от города лесах обитают: зайцы, лоси, лисицы, волки, косули, рысь, глухари, тетерева, куропатки; на воде — ондатра, дикие утки, чайки; в водоёмах — судак, окунь, щука, лещ, сазан, карась, линь, плотва, пескарь, карп. Леса в основном хвойные: сосна, пихта, лиственница с примесью берёзы, осина, а также кустарниковых — диких: малины, смородины, шиповника, калины, рябины, черёмухи.

## Население
| 1939    | 1959    | 1967    | 1970    | 1979    | 1989    | 1992    | 1996    | 1998    |
| ------- | ------- | ------- | ------- | ------- | ------- | ------- | ------- | ------- |
| 8800    | ↗13 106 | ↗16 000 | ↗16 685 | ↗17 613 | ↗18 786 | ↘18 500 | ↗18 600 | ↗18 700 |
| 2000    | 2001    | 2002    | 2003    | 2005    | 2006    | 2007    | 2008    | 2009    |
| ↗18 900 | ↗19 000 | ↗19 555 | ↗20 000 | ↘19 600 | →19 600 | ↗19 800 | ↗20 000 | ↗20 169 |
| 2010    | 2011    | 2012    | 2013    | 2014    | 2015    | 2016    | 2017    | 2018    |
| ↗20 449 | ↘20 400 | ↗20 739 | ↗21 102 | ↗21 368 | ↗21 982 | ↗22 574 | ↗22 896 | ↗23 353 |
| 2019    | 2020    | 2021    | 2023    |         |         |         |         |         |
| ↗23 583 | ↗23 680 | ↘23 344 | ↗23 651 |         |         |         |         |         |

На 1 января 2025 года по численности населения город находился на 576-м месте из 1124 городов Российской Федерации.
По данным переписи населения 2010 года, национальный состав Среднеуральска следующий: русские — 88,8 %, татары — 5 %, башкиры — 1,4 %.

## Экономика

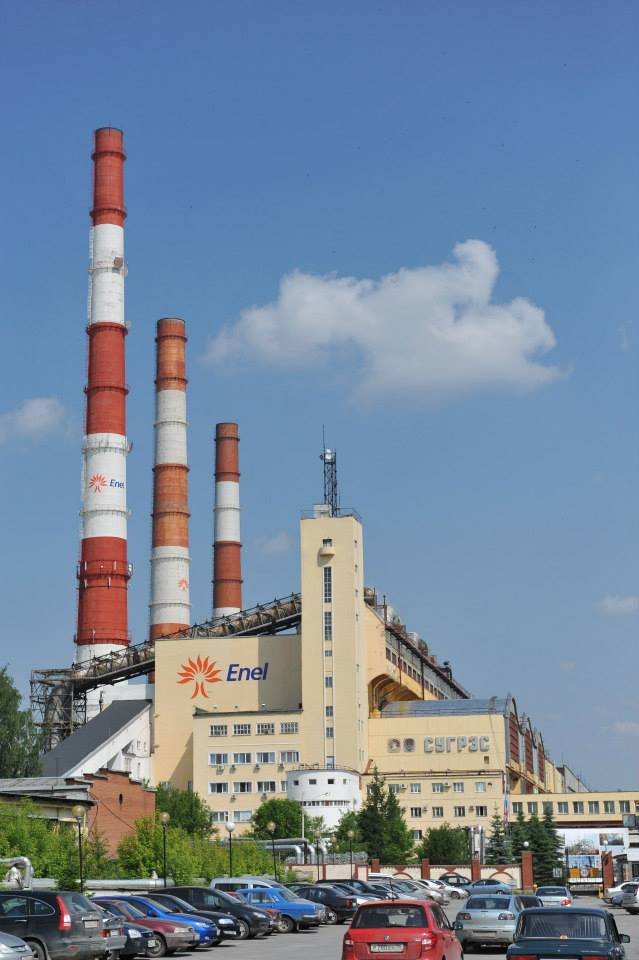
Среднеуральская ГРЭС

В первом десятилетии существования Среднеуральска все промышленные предприятия обслуживали электростанцию. В годы Великой Отечественной войны в Среднеуральске были размещены несколько эвакуированных предприятий. В 1960—1961 годах был построен винный завод. В 1970 году было начато строительство птицефабрики, которая стала вторым крупным предприятием города.
- Среднеуральская ГРЭС
- Среднеуральское строительное управление «Уралэнергострой»
- Филиал ОАО Концерн «Уралэлектроремонт»
- Среднеуральский завод металлических конструкций
- Среднеуральский завод ЖБИ
- Среднеуральский асфальтобетонный завод
- Опытный завод метрологического оборудования
- Среднеуральский деревообрабатывающий завод
- Среднеуральское управление «Уралспецэнергомонтаж»
- Среднеуральский винзавод
- Птицефабрика «Среднеуральская»
- Среднеуральская колбасная фабрика
- Среднеуральский завод растительных масел
- Среднеуральский рыбхоз
- Среднеуральский рыбоводный комплекс

## Образование
На территории муниципального округа Среднеуральск 7 дошкольных образовательных учреждений. Систему общего образования муниципального округа Среднеуральск представляют 4 общеобразовательных учреждения. Сферу дополнительного образования округа представляют 2 учреждения.

## Досуг
- Газета «Среднеуральская волна»
- Дворец культуры
- Центр культуры и досуга «Волна» (ранее — кинотеатр «Волна»)
- Три библиотеки: Центральная городская и два её филиала
- Детская школа искусств
- Дом детского творчества
- Стадион «Энергетик»

## Религия
В 2001 году начались службы в строящемся православном храме на углу улиц Ленина и Калинина. Открытие храма состоялось в 2011 году. Кроме того, присутствуют религиозные организации:
- Объединённая Методистская Церковь «Свет Истинный»
- Православный монастырь «Ганина Яма» (в 5 км от границы Среднеуральска, в 3 км от деревни Коптяки)